# Ralph Lattimore
Ralph John Lattimore (Christchurch, 23 giugno 1967) è un ex cestista neozelandese.

## Carriera
Con la Nuova Zelanda ha partecipato ai Giochi olimpici di Sydney 2000.